# Coppa Korać 2001-2002
La Coppa Korać 2001-2002 di pallacanestro maschile venne vinta dallo SLUC Nancy.

## Risultati

### Turno preliminare
| Team #1               | Agg.      | Team #2                   | Andata | Ritorno |
| --------------------- | --------- | ------------------------- | ------ | ------- |
| Kaposvári             | 170 - 138 | Triglav Osiguranje Rijeka | 90-73  | 80-65   |
| Borgo Maggiore Basket | 78 - 244  | Geoplin Slovan            | 47-121 | 31-123  |
| Pallacanestro Titano  | 119 - 168 | Wörthersee Piraten        | 54-76  | 65-92   |

### Primo turno
| Team #1                  | Agg.      | Team #2                   | Andata | Ritorno |
| ------------------------ | --------- | ------------------------- | ------ | ------- |
| Wörthersee Piraten       | 141 - 186 | Müller Verona             | 59-103 | 82-83   |
| Feal Široki              | 155 - 172 | Maroussi Telestet         | 94-85  | 61-87   |
| Oliveirense              | 143 - 152 | Élan Chalon               | 76-73  | 67-79   |
| Euphony Liège            | 136 - 171 | Racing Paris              | 63-83  | 74-88   |
| Maccabi Tbilisi          | 155 - 286 | Avtodor Saratov           | 91-141 | 64-145  |
| Amicale Steinsel         | 118 - 222 | Porto                     | 65-109 | 53-113  |
| Montan Bears Kapfenberg  | 124 - 152 | Hemofarm                  | 56-66  | 58-86   |
| Apollon Limassol         | 136 - 164 | PAOK                      | 65-69  | 71-95   |
| Euras Ekaterinburg       | 148 - 140 | Fenerbahçe                | 71–62  | 77–78   |
| Kaposvári                | 189 - 179 | Znic Pruszków             | 96-81  | 93-98   |
| Sparta Praha             | 151 - 213 | Pivovarna Laško           | 86-111 | 65-102  |
| Etzella                  | 105 - 227 | JDA Dijon                 | 40-118 | 65-109  |
| Opava                    | 180- 154  | Zagreb                    | 96-72  | 84-82   |
| AEK Larnaca              | 138 - 165 | Maccabi Ramat Gan         | 77-87  | 61-78   |
| Lukoil Academic          | 129 - 141 | Chimki                    | 74-76  | 55-65   |
| Geoplin Slovan           | 172 - 131 | Zrinjevac                 | 87-64  | 85-67   |
| Madeira                  | 155 - 162 | Fórum Valladolid          | 85-84  | 70-78   |
| Stretch-Top Bingoal Bree | 167 - 176 | Jabones Pardo Fuenlabrada | 77-92  | 90-84   |
| Telindus Mons            | 188 - 179 | HERZOGtel Trier           | 87-87  | 101-92  |
| Debreceni                | 159 - 173 | Mlekarna Kunin            | 81-95  | 78-78   |
| EiffelTowers Nijmegen    | 143 - 178 | WATCO                     | 60-80  | 83-88   |
| Zdravlje                 | 158 - 161 | Beşiktaş                  | 88-77  | 70-84   |
| Racing Lussembur.        | 116 - 220 | Bayer Giants Leverkusen   | 70-111 | 46-109  |
| APOEL                    | 142 - 168 | Maccabi Ness Ra'anana     | 70-84  | 72-84   |
| AEL Limassol             | 40 - 0    | Euro Roseto               | 20-0   | 20-0    |
| StadtSport Braunschweig  | 154 - 196 | SLUC Nancy                | 74-93  | 80-103  |
| Avitos Gießen            | 168 - 170 | Ovarense Aerosoles        | 90-85  | 78-85   |
| BVV ŽS Brno              | 144 - 208 | Prokom Trefl Sopot        | 84-103 | 60-105  |
| West Petrom Arad         | 112 - 209 | Lokomotiv Mineralnye Vody | 65-105 | 47-107  |
| Čelik Zenica             | 117 - 131 | Büyük Kolej               | 54-68  | 63-63   |
| AB Contern               | 150 - 206 | Süba Sankt Pölten         | 68-112 | 82-94   |
| Atomerőmű                | 175 - 135 | Dona Dubrava              | 89-68  | 86-67   |

### Fase a gironi

#### Gruppo A
|    | Squadra                   | G | V | P | P.ti |
| -- | ------------------------- | - | - | - | ---- |
| 1. | Jabones Pardo Fuenlabrada | 6 | 3 | 3 | 9    |
| 2. | Bayer Giants Leverkusen   | 6 | 3 | 3 | 9    |
| 3. | Telindus Mons-Hainaut     | 6 | 3 | 3 | 9    |
| 4. | Élan Chalon               | 6 | 3 | 3 | 9    |

#### Gruppo B
|    | Squadra       | G | V | P | PF  | PS  | P.ti |
| -- | ------------- | - | - | - | --- | --- | ---- |
| 1. | SLUC Nancy    | 6 | 5 | 1 | 555 | 511 | 11   |
| 2. | Porto         | 6 | 3 | 3 | 547 | 578 | 9    |
| 3. | Müller Verona | 6 | 3 | 3 | 521 | 520 | 9    |
| 4. | WATCO         | 6 | 2 | 4 | 486 | 500 | 8    |

#### Gruppo C
|    | Squadra            | G | V | P | P.ti |
| -- | ------------------ | - | - | - | ---- |
| 1. | Maroussi Telestet  | 6 | 5 | 1 | 11   |
| 2. | JDA Dijon          | 6 | 3 | 3 | 9    |
| 3. | Ovarense Aerosoles | 6 | 2 | 4 | 8    |
| 4. | Fórum Valladolid   | 6 | 2 | 4 | 8    |

#### Gruppo D
|    | Squadra               | G | V | P | P.ti |
| -- | --------------------- | - | - | - | ---- |
| 1. | Maccabi Ness Ra'anana | 6 | 4 | 2 | 10   |
| 2. | Hemofarm Vršac        | 6 | 3 | 3 | 9    |
| 3. | Racing Paris          | 6 | 3 | 3 | 9    |
| 4. | Beşiktaş              | 6 | 2 | 4 | 8    |

#### Gruppo E
|    | Squadra                   | G | V | P | P.ti |
| -- | ------------------------- | - | - | - | ---- |
| 1. | Lokomotiv Mineralnye Vody | 6 | 5 | 1 | 11   |
| 2. | Maccabi Ramat Gan         | 6 | 4 | 2 | 10   |
| 3. | PAOK                      | 6 | 3 | 3 | 9    |
| 4. | AEL Limassol              | 6 | 0 | 6 | 6    |

#### Gruppo F
|    | Squadra     | G | V | P | P.ti |
| -- | ----------- | - | - | - | ---- |
| 1. | Opava       | 6 | 5 | 1 | 11   |
| 2. | Atomerőmű   | 6 | 2 | 4 | 10   |
| 3. | Chimki      | 6 | 3 | 3 | 9    |
| 4. | Büyük Kolej | 6 | 0 | 6 | 6    |

#### Gruppo G
|    | Squadra            | G | V | P | P.ti |
| -- | ------------------ | - | - | - | ---- |
| 1. | Prokom Trefl Sopot | 6 | 5 | 1 | 11   |
| 2. | Pivovarna Laško    | 6 | 4 | 2 | 10   |
| 3. | Mlekarna Kunin     | 6 | 3 | 3 | 9    |
| 4. | Euras Ekaterinburg | 6 | 0 | 6 | 6    |

#### Gruppo H
|    | Squadra           | G | V | P | P.ti |
| -- | ----------------- | - | - | - | ---- |
| 1. | Avtodor Saratov   | 6 | 4 | 2 | 10   |
| 2. | Kaposvári         | 6 | 4 | 2 | 10   |
| 3. | Geoplin Slovan    | 6 | 4 | 2 | 10   |
| 4. | Süba Sankt Pölten | 6 | 0 | 6 | 6    |

### Ottavi di finale
| Team #1                 | Agg.      | Team #2                   | Andata | Ritorno |
| ----------------------- | --------- | ------------------------- | ------ | ------- |
| Bayer Giants Leverkusen | 182 - 184 | SLUC Nancy                | 87-80  | 95-104  |
| Porto                   | 156 - 186 | Jabones Pardo Fuenlabrada | 85-85  | 71-101  |
| JDA Dijon               | 135 - 134 | Maccabi Ness Ra'anana     | 71-66  | 64-68   |
| Hemofarm Vršac          | 140 - 156 | Maroussi Telestet         | 69-71  | 71-85   |
| Maccabi Ramat Gan       | 155 - 144 | Opava                     | 86-64  | 69-80   |
| Atomerőmű               | 177 - 182 | Lokomotiv Mineralnye Vody | 88-90  | 89-92   |
| Pivovarna Laško         | 177 - 166 | Avtodor Saratov           | 96-74  | 81-92   |
| Kaposvári               | 173 - 186 | Prokom Trefl Sopot        | 78-88  | 95-98   |

### Quarti di finale
| Team #1                   | Agg.      | Team #2            | Andata | Ritorno |
| ------------------------- | --------- | ------------------ | ------ | ------- |
| SLUC Nancy                | 161 - 151 | JDA Dijon          | 95-72  | 66-79   |
| Jabones Pardo Fuenlabrada | 147 - 155 | Pivovarna Laško    | 84-82  | 63-73   |
| Maccabi Ramat Gan         | 123 - 143 | Maroussi Telestet  | 58-68  | 65-75   |
| Lokomotiv Mineralnye Vody | 180 - 140 | Prokom Trefl Sopot | 74-87  | 93-66   |

### Semifinali
| Team #1           | Agg.      | Team #2                   | Andata | Ritorno |
| ----------------- | --------- | ------------------------- | ------ | ------- |
| Maroussi Telestet | 158 - 161 | Lokomotiv Mineralnye Vody | 91-86  | 67-75   |
| SLUC Nancy        | 172 - 152 | Pivovarna Laško           | 89-58  | 83-94   |

### Finale
| Team #1    | Agg.      | Team #2                   | Andata | Ritorno |
| ---------- | --------- | ------------------------- | ------ | ------- |
| SLUC Nancy | 172 - 167 | Lokomotiv Mineralnye Vody | 98-72  | 74-95   |

| Coppa Korać 2001-2002 |
| --------------------- |
| SLUC Nancy 1º titolo  |

## Formazione vincitrice
| N° | Naz.                          | Ruolo | Sportivo            |  | Alt. |  |
| -- | ----------------------------- | ----- | ------------------- |  | ---- |  |
| 4  | Jugoslavia (bandiera)         | G     | Goran Bošković      |  |      |  |
| 5  | Stati Uniti (bandiera)        | A     | Ross Land           |  |      |  |
| 6  | Stati Uniti (bandiera)        | P     | Stevin Smith        |  |      |  |
| 7  | Francia (bandiera)            | C     | Cyril Julian        |  |      |  |
| 8  | Jugoslavia (bandiera)         | AG    | Danilo Cmiljanić    |  |      |  |
| 9  | Senegal (bandiera)            | A     | Mouhamadou M'Bodj'i |  |      |  |
| 10 | Francia (bandiera)            | AG    | Fabien Dubos        |  |      |  |
| 11 | Francia (bandiera)            | P     | Joseph Gomis        |  |      |  |
| 12 | Francia (bandiera)            | A     | Loïc Toilier        |  |      |  |
| 13 | Francia (bandiera)            | C     | Vincent Masingue    |  |      |  |
| 14 | Francia (bandiera)            | P     | Gary Phaeton        |  |      |  |
| 15 | Rep. Centrafricana (bandiera) | AG    | Maxime Zianveni     |  |      |  |
|    | Stati Uniti (bandiera)        | G     | Adrian Autry        |  |      |  |
|    | Stati Uniti (bandiera)        | G     | Eric Burks          |  |      |  |
|    | Stati Uniti (bandiera)        | GA    | Chris Robinson      |  |      |  |
|    | Jugoslavia (bandiera)         | A     | Miroslav Marković   |  |      |  |
|    | Jugoslavia (bandiera)         | AG    | Petar Arsić         |  |      |  |
|    | Francia (bandiera)            | All.  | Sylvain Lautié      |  |      |  |